# 아시리아의 국가
룸람마 노래는 아시리아인이 부르는 노래이며 사실상 아시리아인의 민족가이다. 이 노래는 스웨덴 거주 아시리아인들의 축구 클럽인 아쉬리스카 푀레닝엔(스웨덴어: Assyriska Föreningen)의 찬가이기도 하다.
요시프 베트 요시프가 독립 운동(AUA)을 위해 작사했고 네부 주엘 이사베이가 작곡하였다. 처음에는 1960년에 제작된 아로드 소바이를 불렀지만 2006년부터 이 곡이 아시리아인의 노래가 되었다.

## 가사
ܩܵܐ ܪܘܼܡܪܵܡܵܐ ܕܫܸܡܵܐ ܪܵܡܵܐ
ܕܐܘܼܡܬܲܐ ܐܵܬܘܿܪ ܟܵܠܲܚ ܒܫܠܵܡܵܐ
ܗܿܝ ܕܗܘܸܐ ܠܵܗܿ ܕܲܪܓܘܼܫܬܵܐ ܕܡܲܪܕܘܼܬܵܐ
ܩܵܐ ܐܝܼܩܵܪܵܐ ܕܐܲܒܼܵܗܵܬܲܢ
ܐܵܢܝܼ ܕܦܪܸܣܠܗܘܿܢ ܠܡܸܬ ܥܲܡܪܵܢܝܼܬܵܐ
ܐܵܢܝܼ ܕܡܗܘܼܪܝܵܐ ܠܗܘܿܢ ܐܵܗ ܒܲܪܢܵܫܘܼܬܵܐ
ܕܥܵܡܪܵܐ ܗܘܵܐ ܒܫܠܵܡܵܐ ܗܲܠ ܐܵܒܵܕܘܼܬܵܐ
ܕܚܲܝܘܿܗܿ ܥܵܒܼܪܝܼ ܗܘܵܘ ܒܪܘܵܚܲܢܝܘܼܬܵܐ
ܕܝܵܪܡܵܐ ܗܘܵܐ ܒܡܵܪܝܵܐ ܓܵܘ ܥܸܠܵܝܘܼܬܵܐ

### 한국어 음역본
카 룸람마 드시마 람마
둠탄 아투르 칼라크 브슬람마
아이 드빌라 다르구스타 드마르두타
콰 이카라 다바하탄
아네이 드프리슬룬 이미탐라니타
아네이 드무댤룬 아 바르나수타
담라와 브슬람마 할 아바두타
드카요 오리와 브르와카니유타
드 야르마바 드 마르야 구 엘라유타

### 한국어 번역본
우리는 우리 조국 아시리아를 존경하리.
우리는 우리 조상께 경의를 표하리.
다른 나라와 함께 붙어있는 조국이여.
평화와 번영, 그리고 주를 위하리.